# Prestbury
Prestbury es un lugar designado por el censo ubicado en el condado de Kane en el estado estadounidense de Illinois. En el Censo de 2010 tenía una población de 1722 habitantes y una densidad poblacional de 1.004,33 personas por km².

## Geografía
Prestbury se encuentra ubicado en las coordenadas 41°47′10″N 88°25′26″O / 41.78611, -88.42389. Según la Oficina del Censo de los Estados Unidos, Prestbury tiene una superficie total de 1.71 km², de la cual 1.64 km² corresponden a tierra firme y (4.08%) 0.07 km² es agua.

## Demografía
Según el censo de 2010, había 1722 personas residiendo en Prestbury. La densidad de población era de 1.004,33 hab./km². De los 1722 habitantes, Prestbury estaba compuesto por el 95.76% blancos, el 1.51% eran afroamericanos, el 0% eran amerindios, el 1.68% eran asiáticos, el 0% eran isleños del Pacífico, el 0.52% eran de otras razas y el 0.52% pertenecían a dos o más razas. Del total de la población el 5.11% eran hispanos o latinos de cualquier raza.